# Тео Бергвалль
Тео Андреас Бергвалль (швед. Theo Andreas Bergvall, нар. 21 вересня 2004, Стокгольм, Швеція) — шведський футболіст, захисник клубу «Юргорден».

## Ігрова кар'єра

### Клубна
Тео Бергвалль народився у Стокгольмі і є вихованцем футбольного клубу «Броммапойкарна». Де він пройшов шлях від дитячої команди до основного складу. В середині сезону 2022 року футболіст був переведений до першої команди і підписав з клубом професійний контракт на два з половиною роки. Першу гру в основі він провів 23 травня 2022 року в турнірі Супереттан проти «Гальмстада». За сезон Бергвалль провів в основі 16 матчів і допоміг команді виграти Супереттан та підвищитися в класі.
У грудні 2022 року Тео разом зі своїм молодшим братом Лукасом перейшов до іншого столичного клубу — «Юргордена», з яким підписав контракт на чотири роки. Першу гру в новій команді Тео провів 23 серпня 2023 року в кубковому матчі, а за чотири дні дебютував у вищому дивізіоні.

### Збірна
З 2023 року Тео Бергвалль виступає за юнацьку збірну Швеції.

## Титули
Броммапойкарна
- Переможець Супереттан: 2022

## Особисте життя
Молодший брат Тео — Лукас Бергвалль також професійний футболіст. З 2024 року він є гравцем англійського «Тоттенгем Готспур».